# Csillagkatalógus

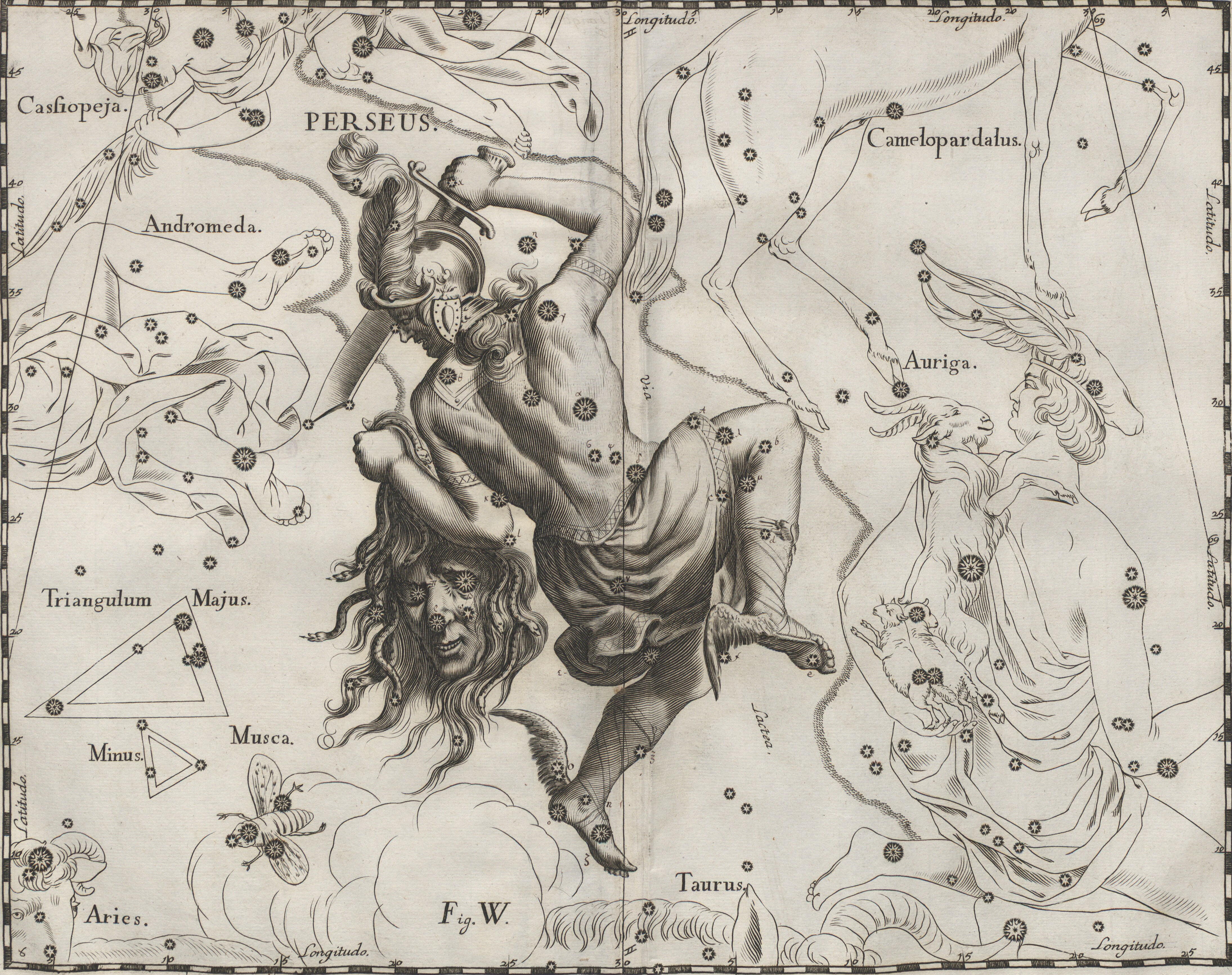
Illusztráció a Perseus csillagképhez
(Johannes Hevelius csillagász kiadása, 1690)

A csillagkatalógus olyan csillagászati lista, amiben csillagok adatai szerepelnek. Az évek során különböző célra sok katalógust hoztak létre. Összeállításukban sokan működtek közre, az ókori időktől kezdve. Az összeállítók között voltak babiloniak, ókori görögök, perzsák és arabok. A modern csillagkatalógusok léteznek elektronikus formában is és többségük elérhető a Strasbourg astronomical Data Center (CDS) honlapján.
Egy csillagkatalógus teljességét a benne található leghalványabb látszó magnitúdójú objektum határozza meg, továbbá a pozíciók pontossága.

## Történelmi csillagkatalógusok

### Ókori Közel-kelet
Az ókori egyiptomiak már i.e. 2100-tól kezdve lejegyezték csillagképek és 36 dekán (=csillagcsoport) nevét, amiket csillagóraként használtak, vagyis ezek kelése az éjszaka felosztására szolgált. Bár nem készítettek listát a csillagokról, de csillagtérképeket igen (szívesen díszítették csillagtérképpel a sírboltok mennyezetét).
A sumerek voltak az elsők, akik a csillagképek neveit agyagtáblákra írták, de az első ismert csillagkatalógust babiloni csillagászok állították össze az ókori Mezopotámiában, valamikor az i.e. 2. évezred végén, a kassziták uralkodása alatt (kb. i.e. 1531 – i.e. 1155 között). Ez a csillagkatalógus asszír neve („egyenként három csillag”) után ismert. A csillagok listája az Enúma elis címen ismert agyagtáblákon szerepel, ami 36 csillagot sorol fel, így minden hónapra három jut. Tizenkettő An részére az égi egyenlítő mentén; ettől délre tizenkettő Enki részére; és tizenkettő Enlil számára észak felé.
A Mul.Apin lista, ami valamikor az Új-Babiloni Birodalom uralma (i.e. 626-539) előtt keletkezett, az Enúma elis közvetlen folytatásának tekinthető. Az ebben található csillagok listája és a csillagképek mintázata a későbbi ógörög civilizáció listáival mutat hasonlóságot.

### A görög kultúra és a Római Birodalom
Az ókori Görögországban Knidoszi Eudoxosz matematikus és csillagász i.e. 370 körül írta le elsőként a mára klasszikusnak tekintett csillagképeket. Katalógusát, a Phaenomena című alkotást Aratosz görög költő ie. 275-250 körül versformába átírta, így terjedt el a klasszikus antikvitás korszakában.
A leírás ismertette a csillagok pozícióját, a csillagképek alakját, formáját, és egymáshoz viszonyított kelési és lenyugvási idejüket is megadta.
Körülbelül az i.e. 3. században Timokharisz és Arisztillosz görög csillagászok másik csillagkatalógust készítettek.
Hipparkhosz görög csillagász szintén saját csillagkatalógust állított össze, amit i.e. 129-ben fejezett be. Hipparkhosz összehasonlította adatait Timokharisz adataival, és megállapította, hogy a földrajzi hosszúság értékeiben eltérések tapasztalhatók, amit az eltelt idő alatt történt változásoknak tulajdonított, és megállapította, hogy az a Föld precessziójának következménye, aminek a mértékét is meghatározta.
Az i.sz. 2. században Klaudiosz Ptolemaiosz görög csillagász  Egyiptom (római provincia) területén élt. Alexandriai tartózkodása alatt állította össze Almageszt című munkáját, aminek részeként 1022 csillagot sorolt fel, amik onnan láthatók voltak az égbolton.  Ptolemaiosz katalógusa szinte teljes egészében Hipparkhosz csillagkatalógusának egyik korábbi kiadásán alapult. A csillagászatban az Almageszt majdnem nyolcszáz évig meghatározó szerepet töltött be az európai és az arab világban. Abd ar-Rahmán asz-Szúfi perzsa csillagász 964-ben frissítette, majd 1437-ben Ulug bég újból meghatározta a csillagok pozícióit. Az Almageszt katalógus használatát csak Tycho Brahe 1598-ban megjelent munkája váltotta fel, ami szintén kb. ezer csillag helyzetét adta meg.
Bár az ókori indiai védák az ekliptika mentén 28 részre osztották az égboltot, a csillagképek görög neveit vették át Nagy Sándor makedón király 4. századi ázsiai hódításai alatt.

### Ókori Kína
A legkorábbi ismert feliratok az ókori kínai csillagászattal kapcsolatban kínai jóslócsonton találhatók. Ezek körülbelüli dátuma i.e. 1600 – i.e. 1050 közötti. További források i.e. 1050 – i.e. 256 között csillagok neveit tartalmazzák. Ezen források egyike a Dalok könyve.
Az első kínai csillagkatalógusok létrehozását Shi Shen (石申) és Gan De (甘德) ókori kínai csillagászoknak tulajdonítják, akik az i.e. 4. században éltek. A Shi Shen csillagászata (石申天文, Shi Shen tienwen) művet Shi Shen alkotásának tartják, míg a Csillagok csillagászati megfigyelése (天文星占, Tianwen xingzhan) című művet Gan De alkotásának tartják.
Csak a Han-dinasztia korától kezdve (i.e. 202 – i.sz. 220) kezdték a csillagászok megfigyelni és lejegyezni azoknak a csillagoknak a neveit, amik láthatók voltak (nem csak az ekliptika közeli csillagokat).
Sze-ma Csien, i.e. 2. században élt kínai történész A történetíró feljegyzései című munkájában egy csillagkatalógus is szerepel, megemlíti továbbá Shi Shen és Gan De csillagkatalógusait, mint olyan munkákat, amik elsősorban asztrológiai szempontokat vesznek figyelembe. Sze-ma Csien csillagkatalógusa „égi hivatalok könyve” (Book of Celestial Offices, 天官書 Tianguan shu) címen ismert és 90 csillagképet tartalmaz, amik a kínai filozófia különböző templomai után kapták a nevüket, továbbá helyek, piacok, boltok nevei és foglalkozások is helyet kaptak a kínai égbolton.
Zhang Heng (egyszerűsített kínai: 张衡; hagyományos kínai: 張衡; pinyin: Zhāng Héng; Wade–Giles: Chang Hêng; i.sz. 78–139) kínai csillagász i.sz. 120-ban kiadott „a világegyetem spirituális felépítése” (靈憲, Ling Xian) című munkájában csillagkatalógust közöl, amiben 124 csillagkép található. A kínai csillagképek neveit később a koreaiak és a japánok is átvették.

### Az iszlám világ
Az iszlám aranykora idején sok csillagkatalógus készült. Ezek perzsa neve zidzs (=csillagászati táblázat). Ezek közül jól ismert Al-Zarqali Toledói táblázatok című műve (1087), a Maragheh obszervatórium által összeállított Īlkhānī táblázatok (1272), és Ulug bég Szultānī táblázatok (1437) című munkája.
Egy másik ismert arab csillagkatalógus A csillagok tudományának leírása, amit a latinosított Alfraganus néven ismert perzsa csillagász állított össze a 9. században. Ez a munka Klaudiosz Ptolemaiosz egyiptomi csillagász Almageszt címen ismert munkájának korrekciója. Hasonlóan ismert Abd al-Rahman asz-Szufi „Az állócsillagok könyve” (964) című munkája, ami leírja a csillagok pozícióját, megadja látszó fényességüket és színüket, ismerteti a csillagképeket. Első ízben írja le az Androméda galaxist  és a Nagy Magellán Felhőt.
A fényesebb csillagok közül szinte mindegyik ma is az arab neve alapján ismert. (lásd: A legfényesebb csillagok listája)

### A Kolumbusz előtti Amerika
A Motul szótár, amit a 16. században állítottak össze (szerzője feltehetően Fray Antonio de Ciudad Real), csillagok listáját tartalmazza, amiket már a maják is megfigyeltek. A Párizsi kódex a csillagképek szimbólumait tartalmazza, ezeknek mitológia jelentésük volt.

### A Bayer-féle és a Flamsteed-jelölés
Két olyan csillagászati katalógus, illetve rendszer létezik, amiket a történelmi időkben vezettek be és még ma is használatban vannak. Az elsőt Johann Bayer (1572–1625) német csillagász ismertette Uranometria című klasszikus művében, ami 1603-ban jelent meg; ez a csillagképeket és a fényesebb csillagokat mutatta be. A rendszer lényege az, hogy az egy csillagképen belül található csillagokat a fényességük csökkenő sorrendjében a görög ábécé betűivel jelöli (az alfa betűt kapja a legfényesebb csillag, éít.) és a csillagkép latin nevének birtokos esetével látja el (például a Gamma Crucis a Crux csillagkép harmadik legfényesebb csillaga). A rendszer egyik problémája, hogy a görög betűk száma 24, ezért a nagyobb csillagképek esetén a betűk elfogytak (ilyen volt az Argo Navis, amit éppen a nagysága miatt később szétbontottak, lásd pl. Hajófara csillagkép). Bayer ezért kibővítette a jelölést a latin kisbetűkkel („a”-tól „z”-ig), majd a nagybetűkkel is („A”-tól „Q”-ig). Ez utóbbi jelölések közül napjainkban már nagyon keveset használnak, azonban a rendszer alapjául szolgált a később felfedezett változócsillagok jelölésének, amik „R” betűvel kezdődnek és „Z”-ig tartanak, majd a folytatás „RR”, „RS”, „RT”, ... „RZ”, „SS”, „ST”, ... „ZZ”. Bayer egyes csillagok fényességét rosszul ítélte meg, ezért a rendszer által adott jelölés nem minden esetben következetes.
John Flamsteed (1646–1719) angol csillagász Historia coelestis Britannica című művében új elnevezési rendszert alakított ki: megtartotta a csillagképre utaló nevet, de a görög betűk helyett a rektaszcenzió sorrendjének megfelelő arab számozást alkalmazott (például: 61 Cygni, 95 Herculis, 5 Lyncis).

## A teljes égboltot lefedő katalógusok
Elméletben egy teljes égboltot lefedő katalógusnak az összes csillagot fel kellene sorolnia. Azonban csillagból szó szerint több százmillió van (vagy milliárd – távcsőtől függően), így ez a feladat a gyakorlatban kivitelezhetetlen; az effajta katalógusok általában az általuk megadott fényességnél nagyobb fényességgel rendelkező csillagokat sorolják fel.
A katalógusokat a teljes nevük helyett a közismert és hivatkozásként használt 3-4 betűs rövidítésük alatt ismertetjük.

### LAL
Jérôme Lalande 1801-ben publikálta Histoire Céleste Française című művét (kb. „a francia égbolt története”), ami többek között bőséges anyagot tartalmazott a csillagokról. A megfigyeléseket a Párizsi Obszervatóriumból végezték, így a listában főleg az északi félgömbről látható csillagok vannak benne. A katalógus 47 390 csillag pozícióját és látszó magnitúdóját tartalmazta, a 9-es magnitúdóig bezárólag. Abban az időszakban a legteljesebb csillagkatalógusnak számított. A mű jelentős átdolgozáson esett át 1846-ban, amikor  a csillagokhoz hivatkozási számot rendeltek (ezek közül néhány még ma is használatban van). Pontossága miatt a katalógust sok obszervatórium használta egészen a 19. század végéig.

### HD/HDE
A Henry Draper Catalog 1918-1924 között jelent meg. A teljes égbolt csillagait tartalmazza a 9-es és 10-es magnitúdóig. Az első olyan csillagkatalógus, ami kísérletet tesz a csillagokat a spektrális típusuk alapján besorolni. A katalógust Annie Jump Cannon és a Harvard obszervatórium (Harvard College Observatory) többi kutatója állította össze Edward Charles Pickering felügyelete alatt. A nevét arról a Henry Draperről kapta, akinek özvegye finanszírozta a munkát.
A HD-azonosítókat ma is széles körben használják az olyan csillagok esetén, amiknek nincsen Bayer- vagy Flamsteed jelölésük. A katalógus a csillagokat növekvő rektaszcenzió szerint tartalmazza, az 1900.0 epochára megadva. A 225301–359083 közötti sorszámú csillagokat az 1949-es bővítés során adták a listához.

### SAO
A Smithsonian Astrophysical Observatory (SAO) katalógusát 1966-ban állították össze különböző korábbi asztrometriai katalógusokból. Tartalmazza azokat a 9-es magnitúdónál fényesebb csillagokat, amik sajátmozgása kellő pontossággal ismert volt. Sok átfedése van a Henry Draper Catalog-gal, de azokat a csillagokat kihagyták belőle, amik sajátmozgása nem volt ismert. A legfrissebb kiadás a pozíciókat a J2000.0 epochára adja meg. Kereszthivatkozásokat tartalmaz a Draper és a Durchmusterung katalógusok felé (lásd lejjebb).
A csillagok azonosítója a „SAO” betűcsoportból és egy számból áll. A számjegy a 18 db 10-fokos égi sávból adódik, amiben a csillagokat a rektaszcenziójuk szerint állítja sorba minden sávon belül.

### PPM
A PPM csillagkatalógus a csillagok pozícióit és sajátmozgását tartalmazza. Kevésbé pontos, mint a Hipparcos, de több csillag adatait sorolja fel. A PPM-et a BD, SAO, HD és több más katalógus adataiból állították össze egy algoritmus alkalmazásával.

### BD/SD/CD/CPD
A Bonner Durchmusterung (németül: „bonni átvizsgálás”) és folytatásai alkották a legteljesebb gyűjteményt a fényképes katalógusok előtti korszakban. A Bonner Durchmusterung-ot Friedrich Wilhelm Argelander, Adalbert Krüger és Eduard Schönfeld jelentette meg 1852 és 1859 között. Mintegy 320 000 csillag adatait adta meg az 1855.0 epochára.
Mivel a megfigyelések a bonni obszervatóriumból történtek, ezért főleg az északi félteke csillagait tartalmazta. 1886-ban megjelent egy kiegészítés hozzá, a Südliche Durchmusterung  (SD) (a.m. „déli mintavétel”), ami a -1 és -23 fok deklinációjú csillagokat tartalmazta (120 000 csillagot). 1892-ben további kiegészítés készült, a Cordoba Durchmusterung (580 000 csillag) az argentínai Córdobában, John M. Thome irányítása alatt. A lista a -22 és -90 fok deklinációk közötti csillagokat sorolja fel. Végül a Cape Photographic Durchmusterung  (450 000 csillag, 1896) készült el Fokvárosban (Dél-Afrika) a -18 és -90 deklinációk közötti csillagok adataival.

### AC
A Catalogue astrographique (angol névvel: Astrographic Catalogue – AC) a nemzetközi Carte du Ciel égboltfelmérő program keretében jött létre, amiben lefényképezték az összes 11-es magnitúdónál fényesebb csillagot és megmérték pozíciójukat. Összességében 4,6 millió csillag adatait rögzítették. A terv végrehajtása a 19. század végén indult, a megfigyeléseket 1891 és 1950 között végezték. A teljes égbolt felmérésének munkájába 20 obszervatórium kapcsolódott be, amik között a feladat a deklinációs zónák szerint oszlott meg. Az obszervatóriumok standardizált távcsövet használtak, a fényképeken  egy-egy terület lineáris mérete körülbelül 60 ívmásodperc/mm volt. Az adatokat jelenleg a U.S. Naval Observatory gondozza (a legutóbbi kiadás jelzése 2000.2).

### USNO-B1.0
Az USNO a United States Naval Observatory Flagstaff Station által fejlesztett rendszer, ami csillagok és galaxisok pozícióit, sajátmozgását, magnitúdóját (különböző optikai tartományokban mérve) tartalmazza. Az objektumok száma 1 042 618 261. A független megfigyelések száma 3 643 201 733. Az adatok 7435 Schmidt-fotólemez beolvasásából származnak, amik különféle égboltfelmérésekből származnak, amiket az azt megelőző 50 évben végeztek. Az USNO-B1.0 a teljes égboltot lefedi 0,2 ívmásodperc pontossággal a J2000.0 epochára. Az USNO-B-t a NOMAD követi;

Az obszervatórium jelenleg a katalógus B2 és C változatán dolgozik.

### GSC
A Guide Star Catalog egy online csillagkatalógus, ami elsősorban a Hubble űrtávcső program során szerzett adatokat tartalmazza. Az adatbázis első változata az 1980-as évek végén jött létre, aminek során digitalizáltak mintegy 20 millió csillagot tartalmazó fényképet, egészen 15-ös magnitúdóig. A legfrissebb változat 945 592 683 csillag adatait tartalmazza, 21-es magnitúdóig.

### HIP
A Hipparcos katalógust az Európai Űrügynökség által felbocsátott Hipparcos űrtávcső adatai alapján állították össze. Az űreszköz 1989-től 1993-ig végezte feladatát. A katalógus 1997 júniusában jelent meg és 118 218 csillag adatait tartalmazza. Egy frissített, újrafeldolgozott adatokat tartalmazó verzió 2007-ben jelent meg. Figyelemre méltó a parallaxisok mérése, amik jóval pontosabbak a korábbi földi méréseknél.

### POSS
A 20. század második felének első kiemelkedő jelentőségű felmérése a Palomar Obszervatórium Égboltfelmérés (POSS), amely az akkori idők legnagyobb, 5 méteres távcsövével készült. Az első fotografikus felmérést 1950–1957 között végezték, amely a nyolcvanas évek közepén kiegészült egy jobb (változó, jellemzően 20,5 magnitúdó körüli) határfényességű, „kék” és „vörös” hullámhossztartományt lefedő felméréssel. A felvételek digitalizálva szabadon elérhetők. Számos égterületen máig ez a felmérés szolgáltatja a legjobb határfényességű referenciát.

## Speciális katalógusok
A speciális katalógusok nem akarják az összes csillagot felsorolni, hanem valamilyen szempont szerint tartalmaznak csillagokat, ilyenek például a változócsillagok, vagy a közeli csillagok.

### ADS
Aitken Double Star („Aitken kettőscsillag-katalógus”, 1932 – névadója: Robert Grant Aitken). A Sarkcsillagtól számított 120 fokon belüli csillagokat tartalmazza, -30 deklinációtól északra, összesen 17 180-at. Az összeállításig ismert kettőscsillagokat tartalmazza, kiegészítve Aitken saját felfedezéseivel.

### BS, BSC, HR
Eredetileg Yale Catalog of Bright Stars (BS) címen jelent meg, 1930-ban. A katalógus minden olyan csillag adatát tartalmazta, ami a Harvard Revised Photometry Catalogue katalógusban szerepelt, és a látszó fényessége több volt, mint 6,5. A legfrissebb nyomtatott változat 1982-ben jelent meg. A listát 1983-ban frissítették egy kiegészítéssel, ami a 7,1 magnitúdóig terjedő csillagok adatait tartalmazta.  A katalógus tartalmazza minden csillag koordinátáit, sajátmozgását, fotometrikus adatait, spektrális adatait, és más hasznos információkat. Az ötödik verzió csak online jelent meg.

### Széncsillagok
A Stephenson's General Catalogue of galactic Carbon stars egy olyan csillagkatalógus, ami 7000-nél több  széncsillag adatait tartalmazza.

### Gl, GJ, Wo
A Gliese (később Gliese-Jahreiß) katalógus minden csillagot felsorol 20 parszek távolságon belül (65 fényév). A rendezés rektaszcenzió szerint történik. A későbbi kiadások megnövelték a távolságot 25 pc-re (82 fényév).
A második kiadás neve: „A közeli csillagok katalógusa” (Catalogue of Nearby Stars, 1969, W. Gliese). Hogy a sorrendet ne rontsák el, 915-öt követően az eredeti számjegyet egy tizedesponttal bővítették és az utána álló számmal jelölték az újonnan bekerült csillagokat. A katalógus CNS2 címen ismert.
A 9001–9850 közötti csillagok (a Wo számok) egy kiegészítésből származnak (1970, Richard van der Riet Woolley, E. A. Epps, M. J. Penston és S. B. Pocock munkája alapján).
Az 1000–1294 és 2001–2159 közötti csillagok (GJ számok) 1969–1978 közötti kiegészítések  (1979, W. Gliese és H. Jahreiß).
Az 1000–1294 közöttiek a közeli csillagok, a 2001–2159 közöttiek a feltételezett közeli csillagok.
A 3001–4388 közötti sorszám-tartomány a közeli csillagok harmadik katalógusának előzetese (Preliminary Version of the Third Catalogue of Nearby Stars, 1991, W. Gliese és H. Jahreiß). Bár a katalógus neve „előzetes”, ez az aktuális, jelölése CNS3. Összesen 3803 csillagot listáz. A csillagok többségének van GJ-száma, de 1388 újnak számít a listában. Hogy ezek is valamilyen elnevezést kapjanak, 3001–4388 közötti számot kaptak.

### GCTP
A General Catalogue of Trigonometric Parallaxes („Trigonometrikus parallaxisok általános katalógusa”) első ízben 1952-ben jelent meg, és már a negyedik kiadásnál tart. Közel 9000 csillag adatait tartalmazza. A Gliese-től eltérően nem húz merev határt a Naptól való távolság szempontjából, hanem inkább megpróbálja katalogizálni az összes ismert parallaxist. Az 1900-as évi epochára adja meg a koordinátákat, a sajátmozgást, a súlyozott átlagos abszolút parallaxist és annak standard hibáját, a parallaxisok megfigyelésének számát, az adatok elfogadottságát, a látszó magnitúdót és hivatkozásokat más katalógusokra. Egyes esetekben kisegítő információkat is tartalmaz, úgymint UBV-fotometriai adatokat, MK-spektrális típust, adatokat a változékonyságra, a csillag bináris jellegére, pályaadatokat, és további információkat az adatok megbízhatóságára vonatkozóan.
Az adatok gondozói: William F. van Altena, John Truen-liang Lee és Ellen Dorrit Hoffleit (Yale Egyetem Obszervatóriuma, 1995).

### Sajátmozgás katalógusok
Az egyik módszer a közeli csillagok észlelésére a viszonylag nagy mértékű sajátmozgások felderítése. Több ilyen katalógus létezik, amik közül csak néhányat említünk meg. Az ilyen katalógusok sorában az  első kettő a Ross és a Wolf katalógus volt.
Frank Elmore Ross, New Proper Motion Stars, nyolc egymást követő lista, The Astronomical Journal, Vol. 36-tól 48-ig, 1925-1939
Max Wolf, "Katalog von 1053 stärker bewegten Fixsternen", Veröff. d. Badischen Sternwarte zu Heidelberg (Königstuhl), Bd. 7, No. 10, 1919; és számos további lista az Astronomische Nachrichten-ben, 209-től 236-ig, 1919-1929
Willem Jacob Luyten katalógusai:
L – „Luyten sajátmozgás és fehér törpe katalógus” 
Luyten, W. J., Proper Motion Survey with the forty-eight inch Schmidt Telescope, University of Minnesota, 1941 (General Catalogue of the Bruce Proper-Motion Survey)
LFT – „Luyten öttizedes katalógus” (évi 0,5 szögmásodpercnyi sajátmozgásnál nagyobbal rendelkező 1849 csillag katalógusa)
Luyten, W. J., A Catalog of 1849 Stars with Proper Motion exceeding 0.5" annually, Lund Press, Minneapolis (Mn), 1955 ()
LHS – „Luyten félmásodperces katalógus” (évi 0,5 szögmásodpercnyi sajátmozgásnál nagyobbal rendelkező csillagok katalógusa)
Luyten, W. J., Catalogue of stars with proper motions exceeding 0"5 annually, University of Minnesota, 1979 ()
LTT – „Luyten kéttizedes katalógus” (a déli félteke 9867 csillaga, amik sajátmozgása meghaladja az évi 0",2-et)
Luyten, W. J. Luyten's Two Tenths. A catalogue of 9867 stars in the Southern Hemisphere with proper motions exceeding 0".2 annually, Minneapolis, 1957; also supplements 1961–1962. ()
NLTT – „Luyten új kéttizedes katalógus”
Luyten, W. J., New Luyten Catalogue of stars with proper motions larger than two tenths of an arcsecond (NLTT), Univ. of Minnesota, 1979, supplement 1980 ()
LPM – „Luyten sajátmozgás katalógus”
Luyten, W. J., Proper Motion Survey with the 48 inch Schmidt Telescope, University of Minnesota, 1963-1981
Körülbelül ebben az időszakban Henry Lee Giclas katalógusok hasonló sorozatán dolgozott:
Giclas, H. L., et al., Lowell Proper Motion Survey, Lowell Observatory Bulletin, 1971-1979 ()

### Az USNO-A, USNO-B, NOMAD, UCAC és más katalógusok örökösei
Ahogyan a csillagok fejlődnek és mozgásban vannak, úgy az őket leíró katalógusoknak is változniuk kell; az adatbázisok ezért változékonyak és örökké a változás állapotában vannak. Az USNO katalógusokat széles körben használják és ezek tekinthetők a legfrissebb adatokkal rendelkező katalógusoknak.
Az adatokat folyamatosan gyűjtik a United States Naval Observatory „Flagstaff” állomásán.
Az USNO katalógusokról információk az alábbi linkeken találhatók:

### Szakirodalom
- First Civilizations: Ancient Mesopotamia and Ancient Egypt, 2nd, Equinox Publishing (London) (2005). ISBN 1-904768-77-6
- de Crespigny, R.. A Biographical Dictionary of Later Han to the Three Kingdoms (23-220 CE). Koninklijke Brill (2007). ISBN 90-04-15605-4
- Cullen, C. (1980). „Joseph Needham on Chinese Astronomy”. Past & Present 87, 39–53. o. DOI:10.1093/past/87.1.39.
- Hieroglyphs and the Afterlife in Ancient Egypt. University of Oklahoma Press (1996). ISBN 0-8061-2751-1
- (1998) „uvbyβ Photoelectric Photometric Catalogue”. Astronomy & Astrophysics Supplement Series 129 (3), 431–433. o. DOI:10.1051/aas:1998195.
- Mesopotamian cosmic geography. Eisenbrauns (1998). ISBN 0-931464-99-4
- Star Maps: History, Artistry, and Cartography. Springer / Praxis Publishing (2007). ISBN 978-0-387-71668-8
- The Night Sky Observer's Guide, Volume 1. Willmann-Bell (1998). ISBN 0-943396-58-1
- Babylon to Voyager and Beyond: A History of Planetary Astronomy. Cambridge University Press (2003). ISBN 0-521-80840-5
- The Norton History of Astronomy and Cosmology. W. W. Norton & Company (1995). ISBN 0-393-03656-1
- Peng, Y. H.. Li, Qi and Shu: An Introduction to Science and Civilization in China. Courier Dover Publications (2000). ISBN 0-486-41445-0
- (1998) „Origins of the ancient constellations: II. The Mediterranean Traditions”. Journal of the British Astronomical Association 108 (2), 79–89. o.
- Severen, G. M. (1981). „The Paris Codex: Decoding an Astronomical Ephemeris”. Transactions of the American Philosophical Society 71 (5), 8–12. o.
- The Chinese Sky During the Han: Constellating Stars and Society. Koninklijke Brill (1997). ISBN 90-04-10737-1

- Newton, Robert R.. The Crime of Claudius Ptolemy. Baltimore: Johns Hopkins University Press (1977)
- Rawlins, Dennis (1982). „An investigation of the ancient star catalog”. Pub. Astron. Soc. Pacific 94, 359. o. DOI:10.1086/130991.

## Fordítás
- Ez a szócikk részben vagy egészben  a   Star catalogue című angol Wikipédia-szócikk fordításán alapul.  Az eredeti cikk szerkesztőit annak laptörténete sorolja fel. Ez a jelzés csupán a megfogalmazás eredetét és a szerzői jogokat jelzi, nem szolgál a cikkben szereplő információk forrásmegjelöléseként.